# SCGB1C1

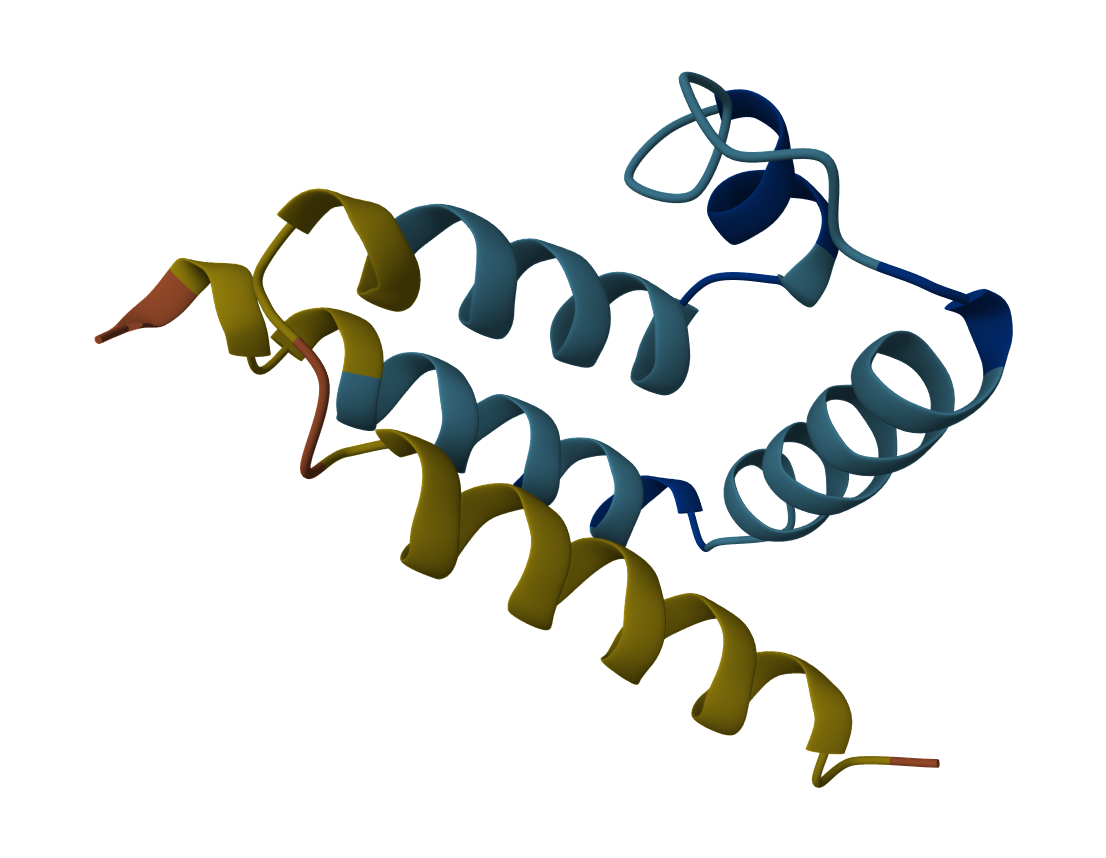
SCGB1C1

SCGB1C1 est une sécrétoglobine se retrouvant dans les glandes de Bowman, dans la muqueuse olfactive, et pourrait notamment avoir un rôle dans la liaison aux substances odorantes. SCGB1C1 est régulée à la hausse par l’IL-4 et l’IL-3, et régulée à la baisse par l’INF-gamma.

## Fonction
Cette protéine présente un rôle dans la suppression de l’inflammation des voies aériennes orchestrée par l’allergie par l’induction de l’expansion des lymphocytes T régulateurs.
La sécrétion de SCGB1C1 est également importante puisqu’elle permet la protection des cellules de l’épithélium pulmonaire en reconnaissant et éliminant les pathogènes de la muqueuse des voies aériennes.

## Rôle dans les pathologies
L’expression du gène de SCGB1C1 diminue dans les tissus de la souris asthmatique. Son absence joue également un rôle dans l’inflammation allergique des voies respiratoires.  

## Concepts et espoirs thérapeutiques
SCGB1C1 semble moduler les mécanismes de l’allergie. En effet, son injection intranasale dans ce contexte montre une diminution de l’inflammation et des polynucléaires éosinophiles, ainsi que les IgE spécifiques de l’allergène. Un traitement à base de SCGB1A1 est amené à réduire l’expression de l’IL-4 et l’IL-5, et à augmenter les populations de lymphocytes T régulateurs.